# Trouble in Paradise (Souther-Hillman-Furay Band)
| Recensione       | Giudizio |
| ---------------- | -------- |
| AllMusic         | [ 1 ]    |
| Robert Christgau | C-       |

Trouble in Paradise è un album discografico del gruppo musicale statunitense Souther-Hillman-Furay Band, pubblicato dalla casa discografica Asylum Records nell'agosto del 1975.

## Tracce

### LP
Lato A
1. Trouble in Paradise – 5:03 (J. D. Souther)
2. Move Me Real Slow – 3:02 (Chris Hillman)
3. For Someone I Love – 2:54 (Richie Furay)
4. Mexico – 3:12 (J. D. Souther)
5. Love and Satisfy – 2:58 (Chris Hillman)

Lato B
1. On the Line – 3:40 (Richie Furay)
2. Prisoner in Disguise – 4:50 (J. D. Souther)
3. Follow Me Through – 3:48 (Chris Hillman)
4. Somebody Must Be Wrong – 3:49 (J. D. Souther)

## Formazione
- John David Souther - voce, chitarre
- John David Souther - batteria (brani: Trouble in Paradise e Love and Satisfy)
- John David Souther - basso (brano: Move Me Real Slow)
- Chris Hillman - basso, chitarre, mandolino, voce
- Richie Furay - chitarre, voce
- Paul Harris - tastiere, flauto
- Al Perkins - chitarra solista, chitarra pedal steel, dobro
- Ron Crunchy Grinel - batteria
- Joe Lala - percussioni

Altri musicisti
- James William Guercio - chitarra (brano: Trouble in Paradise)
- The Sons of the Desert (Glenn Frey, Don Henley e J. D. Souther) - accompagnamento vocale-cori (brano: Somebody Must Be Wrong)

Note aggiuntive
- Tom Dowd - produttore
- Registrazioni effettuate al Caribou Ranch di Nederland, Colorado
- Jeff Guercio - ingegnere delle registrazioni
- Mark Guercio - assistente ingegnere delle registrazioni (ingegnere delle registrazioni nel brano: Somebody Must Be Wrong)
- Mastering effettuato al Elektra Sound Recorders
- Jimmy Wachtel - design copertina album originale
- Lorrie Sullivan - fotografie copertina album originale
- Michaela Barasky - liner drawing
- Elliot Roberts e Ron Stone - direzione[4]

## Classifica
Album
| Anno | Classifica    | Posizione raggiunta |
| ---- | ------------- | ------------------- |
| 1975 | Billboard 200 | 39                  |